# The Dangerous Case of Donald Trump

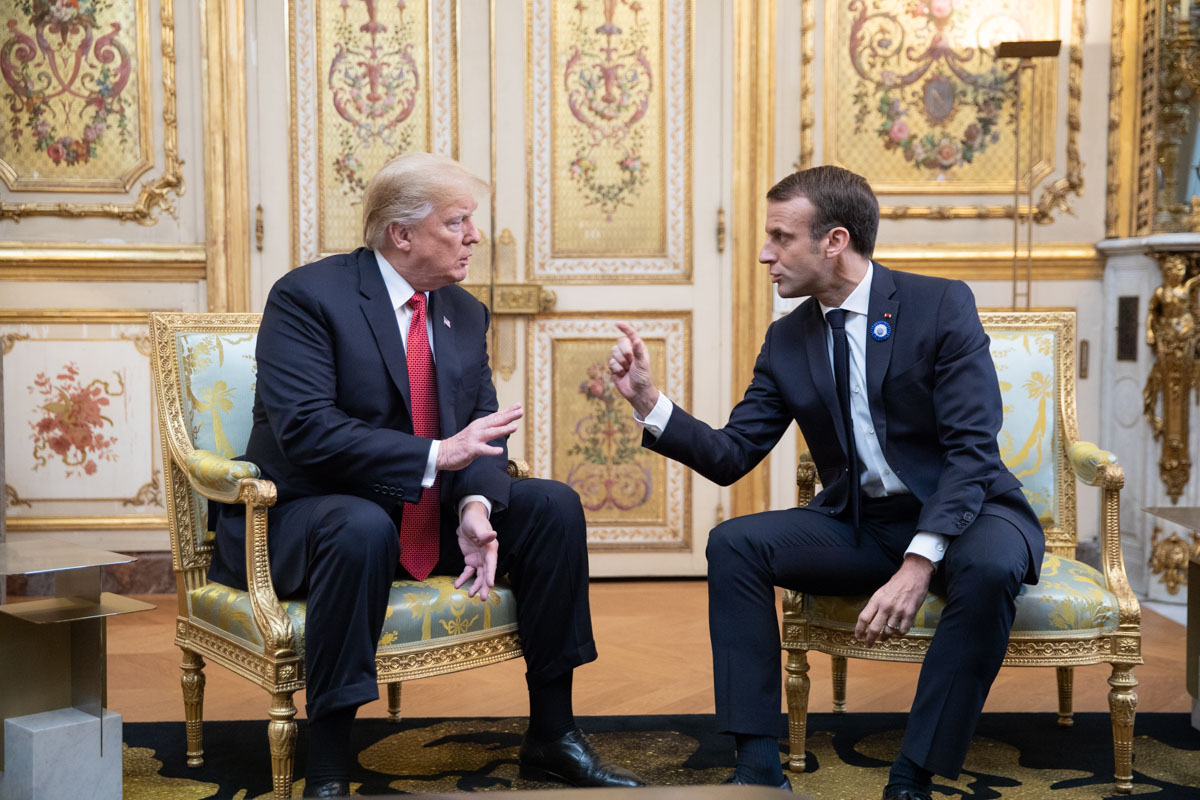
Donald Trump et Emmanuel Macron, en novembre 2018, au palais de l'Élysée, à Paris.

The Dangerous Case of Donald Trump est un livre sorti en 2017 et édité par Bandy X. Lee (en), une psychiatre américaine, contenant des essais de 27 psychiatres, psychologues et autres professionnels de la santé mentale, sur la santé mentale du président des États-Unis Donald Trump. 
Ils soutiennent que la santé mentale du président affecte celle des Américains, et qu'il expose le pays au risque grave de l'emmener dans une guerre, et de saper la démocratie en raison de la dangerosité pathologique de sa personnalité. 
Par conséquent, ils prétendent que la présidence de Trump représente une urgence qui impose aux psychiatres américains d'alerter la population. Bien qu'il ait été maintes fois affirmé qu'ils avaient enfreint la règle Goldwater de l'Association américaine de psychiatrie, selon laquelle il est contraire à l'éthique pour un psychiatre de donner des avis professionnels sur des personnalités publiques sans les interroger personnellement, les auteurs affirment que signaler un danger potentiel est une action différente de celle de donner un diagnostic. Ils ont reproché à l’APA d’avoir modifié les normes et standards professionnels, affirmant qu’il était d'après eux dangereux de transformer des principes éthiques en normes permettant de bâillonner la parole, à cause d'une pression politique supposée. 

## Réception
Selon Jeannie Suk Gersen dans The New Yorker, « un étrange consensus semble se former autour de l'état mental de Trump », à la fois chez des démocrates et des républicains, qui doutent de son aptitude à occuper la fonction. 
Dans un article de blog republié sur Salon en septembre 2017, le journaliste Bill Moyers a écrit qu'« il n'y aura pas de livre publié cet automne plus urgent, important ou controversé que The Dangerous Case of Donald Trump ». Dans une interview avec Robert Jay Lifton, Moyers a déclaré que Trump « fait des déclarations de plus en plus bizarres qui sont contredites par des preuves irréfutables ». Lifton a déclaré : « Il n'a pas de contact clair avec la réalité, même si je ne suis pas sûr que cela puisse être qualifié de véritable illusion. » Par exemple, a déclaré Lifton, lorsque Trump a déclaré que l'ancien président Barack Obama était né au Kenya, « il manipulait ce mensonge et le croyait sans aucun doute en partie. » 
Carlos Lozada du Washington Post écrit que de nombreux politiciens et commentateurs qualifiaient Trump de « fou » ou doutaient de sa santé mentale. Dans ce livre, les professionnels de la santé mentale examinent cette affirmation. Ils concluent que « quiconque aussi instable mentalement que M. Trump ne devrait tout simplement pas se voir confier les pouvoirs de la présidence ». Lozada a écrit que ces conclusions sont « convaincantes », mais que les présidents atteints de maladie mentale, comme la dépression, peuvent être efficaces et que les présidents sans maladie mentale peuvent tout de même être dangereux. 

Estelle Freedman, professeur d'histoire des États-Unis à l'université Stanford, a déclaré à propos du livre : 
 Cette compilation éclairante est fondée sur la conscience historique de la façon dont les professionnels ont réagi aux dirigeants fascistes et aux hommes politiques instables par le passé. Il s'agit d'une source primaire de grande valeur documentant le tournant décisif, lorsque la psychiatrie américaine a réévalué la question éthiques posées par la restriction de commentaires sur la santé mentale des dirigeants à la lumière de « l'obligation de prévenir » d'un danger imminent. Des experts médicaux et juridiques évaluent de manière réfléchie les diagnostics du comportement de Trump et explorent astucieusement la manière de contrôler les candidats politiques, de répondre aux craintes et d'évaluer l'effet « Trump » sur notre tissu social. 
 Carl M. Cannon, qui écrit pour RealClearPolitics, affirme au contraire que l'avant-propos du livre, rédigé par le psychiatre Robert Jay Lifton, « offre la vision mélodramatique suivante que tout professionnel qui ne préviendrait pas le monde à propos de Donald Trump est similaire aux médecins nazis qui travaillaient à Auschwitz. Au risque de pratiquer la médecine sans licence, je dirais que cette comparaison historique est une preuve de facto du Trump derangement syndrome (en), - et d'une certaine la grandiosité paranoïaque ».